# Shabwa (provins)
Shabwa (arabiska: شبوة) är en provins i Jemen. Den administrativa huvudorten är Ataq. Provinsen har 470 635 invånare och en yta på 39 000 km².
Namnet kommer av staden Shabwa, som var huvudstad i det historiska riket Hadramawt.

## Distrikt
- Ain
- Arma
- Ataq
- Bayhan
- Dhar
- Habban
- Hatib
- Jardan
- Mayfa'a
- Merkhah al-Ulya
- Merkhah as-Sufla
- Nisab
- ar-Rawdah
- Rudum
- as-Said
- al-Talh
- Usaylan